# Alcippe dubia
La fulveta coronirrufa (Alcippe dubia) es una especie de ave paseriforme de la familia Pellorneidae propia del sureste de Asia.